# Лепетанє
Лепетане — селище в общині Тиват у Чорногорії. Знаходиться на березі протоки Веріге, найбільш вузької частини Которської затоки. Відоме тим, що саме від нього пливе пором на інший берег — селище Каменарі, з якого можна дістатися до міста Херцег-Нові. За переписом 2011 року населення селища становило 194 людини.

## Історія
У Середньовіччя селище називалось Край Святого Ловієнція (Крај Св. Ловијенца) через церкву, яка розташована в Лепетанє. Нинішня назва дана за іменем власника резиденції в селищі, Заселака Лепетана. Це батьківщина знаменитого державного діяча Лазара Томановича (1845—1932).

## Населення

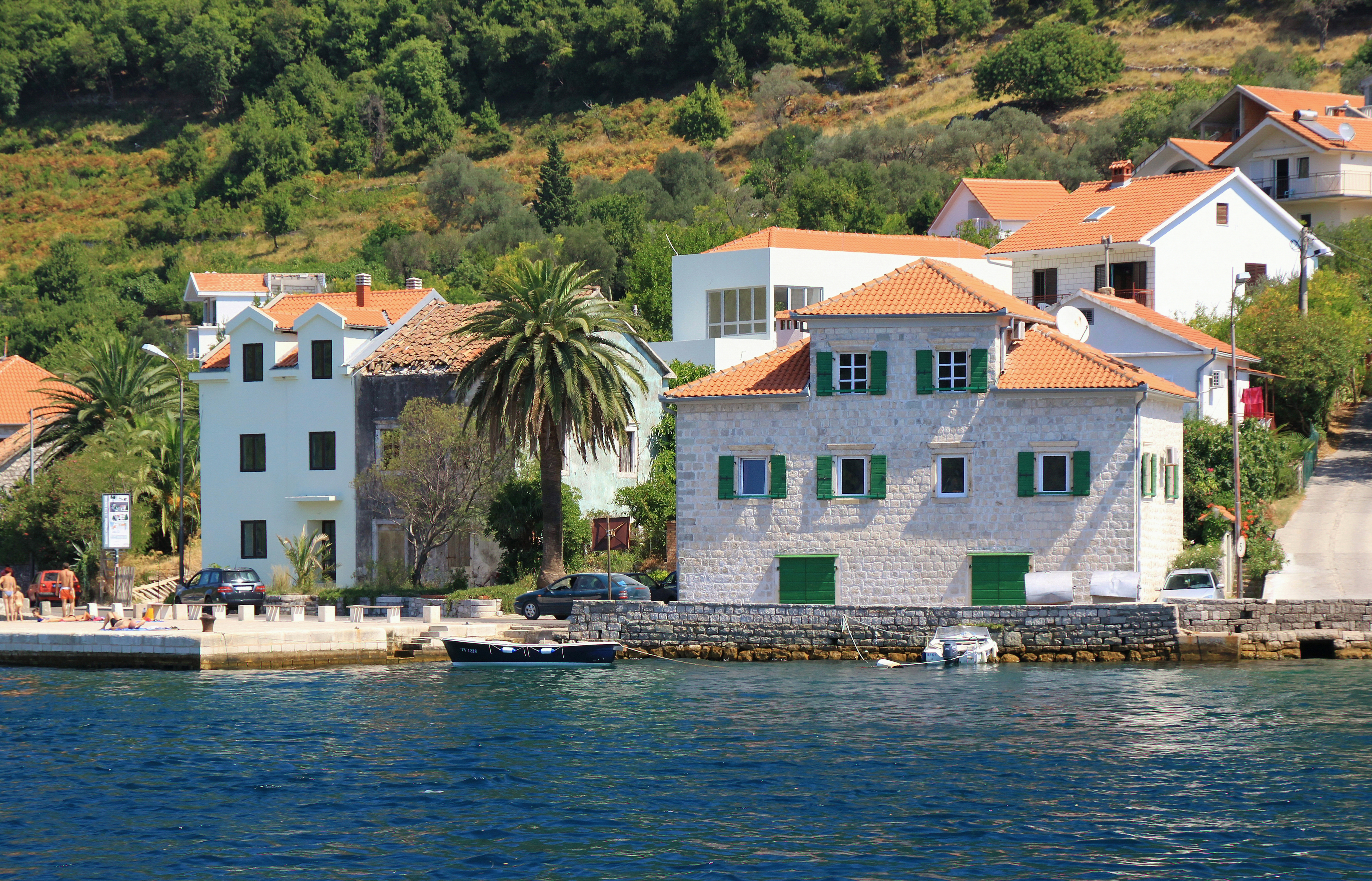
Вид на селище з моря

| 1948 | 1953 | 1961 | 1971 | 1981 | 1991 | 2003 | 2011 |
| ---- | ---- | ---- | ---- | ---- | ---- | ---- | ---- |
| 269  | 289  | 288  | 243  | 233  | 221  | 199  | 194  |

### 2003 рік
Населення на 2003 рік склало 199 людини, з них більшість (32,47 %) — хорвати. Потім йдуть серби (30,41 %), чорногорці (25,77 %), словенці (1,54 %) і македонці (1,03 %).

## Пам'ятки
У селищі є дві церкви. Станом на 2016 рік одна з них закрита.